# Греськов, Михаил Васильевич
Михаил Васильевич Греськов (15 апреля 1922 — 1989) — генерал-майор ВС СССР, начальник Орджоникидзевского высшего общевойскового командного училища в 1971—1974 годах и Военного института физической культуры в 1974—1979 годах.

## Биография
Белорус, член ВКП(б) с 1943 года. В РККА с 9 апреля 1941 года, окончил в том же году Сталинградское военное училище связи. На фронте Великой Отечественной войны с 10 июля 1942 года, участник боёв на Сталинградском, Воронежском, Степном, 2-м и 3-м Украинских фронтах, был трижды ранен. Командир взвода связи, адъютант и помощник начальника штаба полка по оперативной работе в составе 182-го гвардейского стрелкового полка (62-я гвардейская стрелковая дивизия).
В боях на Змеевском шоссе за Харьков гвардии лейтенант Греськов руководил отражением контратак противника, подбив три танка и уничтожив несколько автомашин с солдатами противника; сам из пистолета застрелил двух солдат и захватил два мотоцикла. Участник форсирования Днепра. Греськов закончил войну в звании гвардии капитана и на посту командира 3-го стрелкового батальона в 182-м гвардейском стрелковом полку: на этой должности он отличился 16 марта 1945 года в боях за венгерский Секешфехервар, когда по приказу командования первый со своим батальоном прорвал укреплённую оборону противника, выйдя к высоте 136 к юго-западу от города, отразил шесть танковых контратак противника. В ходе тех боёв противник потерял 100 человек, а сам Греськов был ранен.
После войны проходил службу на командных и штабных должностях вплоть до заместителя командира батальона. В 1947—1948 годах — слушатель курсов «Выстрел», в 1952—1956 годах — слушатель Военной академии имени М. В. Фрунзе, после её окончания служил на постах от заместителя командира полка до командира дивизии. В 1971—1974 годах был начальником Орджоникидзевского высшего общевойскового командного училища. В 1974—1979 годах — начальник Военного института физической культуры.

## Награды
- Орден Александра Невского[8] (30 апреля 1945) — за образцовое выполнение заданий Командования на фронте в борьбе с немецкими захватчиками и проявленные при этом доблесть и мужество[4][b]
- Орден Красной Звезды (трижды)[8], в том числе:
  - 17 апреля 1943 — за образцовое выполнение заданий Командования на фронте в борьбе с немецкими захватчиками и проявленные при этом доблесть и мужество[6]
  - 8 октября 1943 — за образцовое выполнение заданий Командования на фронте в борьбе с немецкими захватчиками и проявленные при этом доблесть и мужество[7]
- Орден Отечественной войны
  - II степени[8] (9 апреля 1945) — за образцовое выполнение заданий Командования на фронте в борьбе с немецкими захватчиками и проявленные при этом доблесть и мужество[5][c]
  - I степени (6 апреля 1985)[9]
- Орден «За службу Родине в Вооружённых Силах СССР» III степени[8]
- 10 медалей[8]

## Комментарии
1. ↑  В некоторых источниках указывается отчество Валерьевич[1][2]
2. ↑  Представлялся к награждению орденом Отечественной войны I степени[4]
3. ↑  Представлялся к награждению орденом Отечественной войны I степени[5]